# 1. FC Nordenham
Der 1. FC Nordenham ist ein Sportverein aus Nordenham in Niedersachsen. Der Verein wurde 1994 gegründet.

## Geschichte
Der Vorgängerverein SC Nordenham wurde bereits 1910 gegründet und spielte in der Saison 1927/28 in der Bezirksliga Weser-Jade, der damals höchsten Spielklasse im Raum Weser-Ems. Zur Leichtathletik-Abteilung des SC Nordenham gehörte der Kurzstreckensprinter Georg Lammers, der 1928 in Amsterdam bei den Olympischen Spielen im 100-Meter-Lauf die Bronzemedaille errang und mit der 4-mal-100-Meter-Staffel die Silbermedaille gewann. Nach 1933 kam es zu einer Zwangsfusion zwischen dem SC und dem FC Hansa Nordenham.
1951 wurde der SC Nordenham wiedergegründet und konnte in der Saison 1951/52 in die Amateur-Oberliga aufsteigen. Nach direkten Ab- und Wiederaufstieg konnte der SC Nordenham sich bis 1960 in der Amateuroberliga halten, welche nach der Oberliga die zweithöchste Spielklasse darstellte. Erfolge blieben danach jedoch aus, weshalb 1971 eine Fusion aus den Vereinen SC Nordenham, VfL Nordenham, 1. Nordenhamer Schwimm-Verein und dem Judo-Club Nordenham stattfand und der SV Nordenham gegründet wurde. In den 1970er und 1980er Jahren schafften die Fußballer des SV Nordenham mehrmals den Aufstieg in die Bezirksliga.
Nach Einsparungen in der Fußballsparte fusionierten die Herrenmannschaften des SVN 1994 mit dem TuS Einswarden zum 1. FC Nordenham. Ursprünglich sollte auch der TSV Abbehausen im 1. FC Nordenham aufgehen, was aber am Widerstand der Mitglieder scheiterte. Der TuS Einswarden wurde 1921 gegründet, als Arbeiterverein nach 1933 verboten und 1945 wiedergegründet. TuS Einswarden ging völlig im FCN auf, der SV Nordenham besteht weiterhin und bildet im Jugendfußballbereich eine Spielgemeinschaft mit dem FCN.

## Persönlichkeiten
- Şeref Özcan